# La Coromina (Sant Quirze de Besora)
La Coromina és una masia de Sant Quirze de Besora (Osona) inclosa a l'Inventari del Patrimoni Arquitectònic de Catalunya.

## Descripció
Gran edifici de forma quadrada, de tipus senyorívol, amb tres plantes. A la banda sud, la façana s'obre a través d'una galeria coberta amb arcades a cada planta. Els baixos es cobreixen amb voltes. La resta de forjats són amb cabirons de fusta i la coberta, a quatre vessants en forma de piràmide, és a base de cavalls i teula àrab. Les galeries han estat modernament reforçades amb bigues de ferro i formigó. La pairalia es troba vorejada d'edificacions annexes, incloent una capella del segle xix.

## Història
La pairalia potser començà a assolir importància al segle xvii, anant en progressió contínua fins al segle xix, en que arribà a la seva màxima expansió, segons es desprèn de les construccions annexes que demostren la seva riquesa. Actualment és habitada, i explota l'activitat de granja agrícola i de bestiar boví. Ha estat restaurada i l'edifici principal consolidat.